# ناحیه اوکلند شرقی، شهرستان کولز، ایلینوی
ناحیه اوکلند شرقی، شهرستان کولز، ایلینوی (به انگلیسی: East Oakland Township) یک منطقهٔ مسکونی در ایالات متحده آمریکا است که در شهرستان کولز، ایلینوی واقع شده‌است. ناحیه اوکلند شرقی ۱٬۳۸۸ نفر جمعیت دارد و ۲۰۱ متر بالاتر از سطح دریا واقع شده‌است.